# Pula (Maďarsko)
Pula (německy Pulau) je malá vesnice v Maďarsku v župě Veszprém, spadající pod okres Veszprém. Nachází se asi 22 km jihozápadně od Veszprému. V roce 2015 zde žilo 194 obyvatel. Dle údajů z roku 2011 tvoří 99,5 % obyvatelstva Maďaři, 32,8 % Němci a 3,7 % Romové.
Sousedními vesnicemi jsou Nagyvázsony, Öcs a Vigántpetend.